# Гололобов, Юрий Григорьевич
Юрий Григорьевич Гололобов (2 сентября 1930, Москва — 25 июня 2015, Москва) — советский и российский химик-органик, специалист в области органической и элементоорганических химии; доктор химических наук (1966), член-корреспондент НАН Украины.

## Биография
В 1953 году окончил Московский химико-технологический институт им. Д. Менделеева, затем — аспирантуру при московском Институте органической химии и технологии.
Работал младшим, старшим научным сотрудником в Москве. В 1970—1981 годы — заведующий отделом химии элементоорганических соединений, заместитель директора по научной работе Института органической химии АН УССР. В 1976 году избран членом-корреспондентом АН УССР.
В 1981—1987 годы — заместитель директора по научной работе Института элементоорганических соединений (Москва), с 1983 — заведующий лабораторией элементоорганических функциональных полимеров.
С 1990 года входит в состав редакционной коллегии международного журнала «Heteroatom Chemistry».

## Научная деятельность
В 1958 году защитил кандидатскую диссертацию.
Основные направления исследований:
- химия элементоорганических (фосфорорганических) соединений: пути синтеза; химические, физико-химические и биологические свойства; механизмы реакций.

Открыл новые электрофильные внутримолекулярные перегруппировки, которые обусловливаются C→N миграцией алкоксикарбонильных групп при взаимодействии карбанионов с изоцианатами. Это открытие позволило разработать новый общий метод синтеза функционально замещенных карбаматов и провести количественное исследование атропоизомерии цвиттер-ионных ортозамещённых карбаматов из фосфоновой группы.
Подготовил 30 кандидатов наук.
Автор более 400 научных трудов, а также авторских свидетельств и патентов.

## Награды
- орден «Знак Почёта» (01.09.1980)
- памятные медали,
- премии Всесоюзного химического общества имени Д. И. Менделеева,
- благодарность Президента России.